# Giovanni Battista Baiardo
Giovan Battista Baiardo (Genova, ... – Milano, Genova 1657) è stato un pittore italiano.

## Biografia
Le prime notizie biografiche del pittore ci sono giunte nel Seicento da Soprani e, poi, da Ratti, il quale elenca le imprese pittoriche principali e ne ricorda la morte, avvenuta a Genova a causa della grande peste del 1657. La sua attività, della quale ci restano poche testimonianze, è tutta da ascrivere al quarto e quinto decennio del Seicento.

## Opere
- Resurrezione, chiesa di Santo Stefano, Genova
- Invenzione della Croce, altare maggiore della chiesa di Santa Croce e San Camillo in Portoria di Genova
- Madonna con il Bambino fra san Giovanni Battista, san Pantaleone e il Gran Maestro dell’Ordine di Rodi, Pierre d’Aubusson (1653 o 1655), Genova, cattedrale di San Lorenzo
- Martirio di san Biagio (1640), chiesa di Santo Stefano, Lumarzo, Pannesi.
- Lapidazione di santo Stefano (1642), laboratorio di restauro della Soprintendenza Belle Arti e Paesaggio della Liguria
- Santa Chiara che intercede per la liberazione dai saraceni (1649), Chiesa delle Clarisse Cappuccine di Genova